# Жуйя (Крёз)
Жуйя́ (фр. Jouillat, окс. Jolhac) — коммуна во Франции, находится в регионе Лимузен. Департамент коммуны — Крёз. Входит в состав кантона Гере-Северный. Округ коммуны — Гере.
Код INSEE коммуны — 23101.

## Население
Население коммуны на 2010 год составляло 470 человек.
| 1962 | 1968 | 1975 | 1982 | 1990 | 1999 | 2010 |
| ---- | ---- | ---- | ---- | ---- | ---- | ---- |
| 502  | 463  | 400  | 395  | 361  | 402  | 470  |

## Экономика
В 2010 году среди 283 человек трудоспособного возраста (15—64 лет) 212 были экономически активными, 71 — неактивными (показатель активности — 74,9 %, в 1999 году было 75,1 %). Из 212 активных жителей работали 194 человека (102 мужчины и 92 женщины), безработных было 18 (12 мужчин и 6 женщин). Среди 71 неактивных 20 человек были учениками или студентами, 34 — пенсионерами, 17 были неактивными по другим причинам.